# Lia Thomas
Lia Catherine Thomas (1999) è una nuotatrice statunitense nonché la prima atleta apertamente transgender a vincere un campionato nazionale universitario NCAA Division I, quando nel 2022 vinse le 500 yard stile libero femminile.
Nata Will Thomas, studente presso l'Università della Pennsylvania, nel 2021 e nel 2022 i suoi successi atletici come donna trans sono diventati argomento di dibattito pubblico sulle donne transgender nello sport.

## Biografia
Thomas è cresciuta ad Austin, Texas, e ha un fratello maggiore. Ha iniziato a nuotare all'età di cinque anni. È giunta sesta ai campionati di nuoto maschili delle scuole superiori statali, gareggiando per la Westlake High School. Verso la fine del liceo, Thomas iniziò a mettere in discussione la sua identità di genere. Dopo il suo primo anno all'Università della Pennsylvania, durante l'estate del 2018, si è dichiarata come donna con la sua famiglia. Anche suo fratello ha frequentato l'Università della Pennsylvania.
Ha iniziato a nuotare nella squadra di nuoto maschile dell'Università della Pennsylvania nel 2017 e, durante il suo anno da matricola, ha fatto registrare un tempo di 8 minuti e 57,55 secondi nei 1.000 yard stile libero, che è risultato il sesto tempo nazionale maschile, così come i tempi di 500 yard stile libero e 1.650 yard stile libero si sono collocati tra i primi 100 a livello nazionale. Nella squadra di nuoto maschile, nel 2018-2019, Thomas è arrivata seconda nello stile libero maschile da 500, 1.000 e 1.650 yard ai campionati della Ivy League al secondo anno nel 2019. Durante la stagione 2018-2019, ha registrato i migliori tempi della squadra maschile dell'università nei 500, 1000 e 1650 yard a stile libero.
Ha iniziato il percorso di transizione di genere utilizzando la terapia ormonale sostitutiva nel maggio 2019 e si è affermata come donna trans durante il suo primo anno, facendo coming out con i suoi allenatori, amici e con le squadre di nuoto maschili e femminili dell'Università della Pennsylvania. Le è stato chiesto di nuotare per la squadra maschile nell'anno accademico 2019-2020 da junior mentre era sottoposta a terapia ormonale, poi ha nuotato nella squadra femminile nel 2021 dopo aver passato un anno fuori dalla scuola per mantenere la sua idoneità a competere, mentre il nuoto agonistico è stato annullato a causa alla pandemia di COVID-19. Thomas ha rispettato tutte le regole di condotta relative al genere per poter competere come donna nel nuoto NCAA.
La progressione di Thomas ha raggiunto il picco nel 2019 per il nuoto sulle lunghe distanze, con un calo dei tempi durante la stagione 2021-22. La sua progressione nel nuoto sprint ha conosciuto un calo all'inizio della stagione 2021-22, prima di tornare ai record personali nei 100 e nei 50 stile libero nel 2021. Nella stagione 2021-22, Thomas ha iniziato a nuotare sprint su breve distanza. Durante la stagione 2021-2022, ha registrato i migliori tempi delle squadre femminili universitarie nei 50 liberi, 100 liberi, 200 liberi, 500 liberi, 1000 liberi e 1650 liberi.
In una gara del gennaio 2022 in un incontro contro Yale, rivale nella Ivy League di UPenn, Thomas ha concluso al 6º posto nella gara dei 100 metri stile libero, perdendo contro quattro donne e Iszac Henig, un uomo transgender (in transizione senza terapia ormonale).
Nel marzo 2022, Thomas è diventata la prima atleta apertamente transgender a vincere un campionato nazionale NCAA Division I in qualsiasi sport, dopo aver vinto le 500 yard stile libero femminili con un tempo di 4:33.24. La medaglia d'argento olimpica Emma Weyant era seconda con un distacco di 1,75 secondi da Thomas. Thomas era a 9,18 secondi dal record NCAA di Katie Ledecky di 4:24.06. Nelle eliminatorie per i 200 stile libero, Thomas è arrivata seconda. Nella finale dei 200 stile libero Thomas si è piazzata quinta. Nelle eliminatorie per i 100 stile libero, Thomas è arrivata decima. Nella finale dei 100 stile libero, Thomas si è piazzata ottava su otto donne, finendo ultima.
Secondo Sports Illustrated, Thomas ha fatto domanda per la facoltà di legge e prevedeva di nuotare alle prove delle Olimpiadi estive del 2024. Tuttavia nel 2022 è stato introdotto un nuovo regolamento dalla World Aquatics (conosciuta anche come Federazione internazionale di nuoto), secondo il quale non poteva gareggiare nelle maggiori competizioni internazionali femminili, chiunque avesse attraversato una delle fasi della pubertà maschile. In seguito a questa modifica nel regolamento, la Thomas si è rivolta al tribunale arbitrale dello sport, ma nel giugno 2024 perde la causa contro la World Aquatics, sentenza che conferma come Thomas non possa partecipare alle Olimpiadi di Parigi.

### Dibattito pubblico
Nel 2021 i media prevalentemente conservatori hanno iniziato a parlare ampiamente di Thomas, incluso Fox News. All'inizio di dicembre alcuni genitori rimasti anonimi dei membri della squadra di nuoto dell'Università della Pennsylvania hanno scritto alla NCAA, chiedendo che Thomas fosse dichiarata non idonea a competere. Nel dicembre 2021, l'ufficiale di nuoto degli Stati Uniti Cynthia Millen si è dimessa dopo 30 anni per protestare contro l'idoneità di Thomas a competere e poi è apparsa nello show di Fox News The Ingraham Angle. In un articolo del 10 gennaio 2022 The Washington Post ha scritto: "Thomas ha infranto i record scolastici e ha registrato i tempi più veloci di qualsiasi nuotatrice universitaria in due eventi in questa stagione. Probabilmente sarà una delle favorite ai campionati NCAA di marzo, anche se le persone dentro e fuori lo sport discutono del suo posto in piscina."
Nel gennaio 2022 l'Università della Pennsylvania, diverse organizzazioni affiliate alla University of Pennsylvania Law School e la Ivy League hanno rilasciato dichiarazioni a sostegno di Thomas. Nel febbraio 2022, sedici membri anonimi della squadra di nuoto femminile dell'Università della Pennsylvania hanno inviato una lettera all'università e ai funzionari della Ivy League chiedendo loro di non intraprendere azioni legali contro la nuova politica degli atleti transgender della NCAA che potrebbe impedire a Thomas di gareggiare nella NCAA campionati. Un altro gruppo di nuotatrici della squadra di nuoto di Thomas ha rilasciato una dichiarazione separata sostenendo la sua competizione nella squadra femminile. La lettera anonima ha portato anche a un'altra lettera di risposta, organizzata da Schuyler Bailar e firmata da più di 300 nuotatori attuali ed ex collegiali, in cui si affermava il loro "sostegno a Lia Thomas e a tutti gli atleti universitari transgender, che meritano di poter partecipare in sicurezza e ambienti sportivi accoglienti”.
Brooke Forde, una medaglia d'argento olimpica, ha detto di Thomas: "Credo che trattare le persone con rispetto e dignità sia più importante di qualsiasi trofeo o record, motivo per cui non avrò problemi a correre contro Lia agli NCAA questo anno". Un'altra nuotatrice, la medaglia d'argento olimpica Erica Sullivan, ha parlato a sostegno di Thomas in un articolo d'opinione per Newsweek: "Come chiunque altro in questo sport, Lia si è allenata diligentemente per arrivare dove si trova e ha seguito tutte le regole e le linee guida messe prima. lei... lei non vince ogni volta. E quando lo fa, merita, come chiunque altro in questo sport, di essere celebrata per il suo successo conquistato a fatica, non etichettata come imbrogliona semplicemente a causa della sua identità."
Nel febbraio 2022 Vicky Hartzler, una candidata repubblicana al Senato del Missouri, ha presentato Thomas in una pubblicità della campagna in cui affermava che "Gli sport femminili sono per le donne, non gli uomini che fingono di essere donne", che è stata descritta dalla CNN come "un tropo transfobico che sminuisce le donne trans ". Nel marzo 2022, circa 50 manifestanti e contro-manifestanti si sono radunati fuori dal Georgia Tech Aquatic Center quando Thomas ha nuotato nel campionato nazionale NCAA Division I. Alcuni sugli spalti portavano striscioni con la scritta "Save Women's Sports". Nella seconda giornata dei campionati, circa 10 manifestanti del gruppo "Save Women's Sports" hanno protestato durante i preliminari dei 500 stile libero femminili. Reka Gyorgy ha concluso al 17º posto nell'evento da 500 yard stile libero che Thomas ha vinto, un posto prima della qualificazione per le finali, e ha scritto una lettera alla NCAA esprimendo la sua frustrazione: "Sembra che l'ultimo posto mi sia stato portato via perché della decisione della NCAA di far competere qualcuno che non è una donna biologica... Ogni evento in cui gli atleti transgender hanno gareggiato è stato un punto sottratto alle femmine biologiche durante l'incontro."
Nel febbraio 2022 la CNN l'ha descritta come "il volto del dibattito sulle donne transgender nello sport " e nel marzo 2022 Sports Illustrated ha descritto Thomas come "l'atleta più controversa d'America".
Nell'ambito della politica dell'amministrazione Trump di escludere le atlete transgender dalle competizioni sportive, lo US Education Department ha aperto un'indagine contro l'Università della Pennsylvania. Nel luglio 2025 le due parti hanno raggiunto un accordo, in base al quale l'Università ha riconosciuto che Thomas aveva gareggiato e stabilito record in accordo con le regole di ammissibilità in vigore all'epoca delle gare, ma che alcuni studenti erano stati svantaggiati da queste regole; per tale motivo, l'Università si è scusata con gli atleti svantaggiati e ha rimosso i record di Thomas, registrando quelli delle atlete sconfitte.

## Migliori tempi personali

### Vasca corta (25 yard)
| Evento                | Tempo    | Luogo                          | Data             | Note |
| --------------------- | -------- | ------------------------------ | ---------------- | ---- |
| 50 y stile libero     | 22.78    | Zippy Invite (W)               | 3 dicembre 2021  |      |
| 100 ystile libero     | 47.15    | College Station (M)            | 4 febbraio 2017  |      |
| 200 y stile libero    | 1:39.31  | Tennessee Invitational (M)     | 30 novembre 2018 |      |
| 500 y stile libero    | 4:18.72  | Campionati Ivy League 2019 (M) | 29 febbraio 2019 |      |
| 1000 y stile libero   | 8:55.75  | Campionati Ivy League 2019 (M) | 1 marzo 2019     |      |
| 1650 y e stile libero | 14:54.76 | Campionati Ivy League 2019 (M) | 2 marzo 2019     |      |

## Record di nuoto femminile

### Vasca corta (25 yard)
| Evento                 | Tempo    | Data | Note                                |
| ---------------------- | -------- | ---- | ----------------------------------- |
| 100 y stile libero     | 47.63    | 2021 |                                     |
| 200 y stile libero     | 1:41.93  | 2021 |                                     |
| 500 y stile libero     | 4:34.06  | 2021 |                                     |
| 1000 y stile libero    | 9:35.96  | 2021 |                                     |
| 1650 y stile libero    | 15:59.71 | 2021 |                                     |
| 400 y staffetta libera | 2:01.41  | 2022 | Thomas, Kaczorowski, Kannan, Carter |
| 800 y staffetta libera | 4:16.14  | 2022 | Thomas, Kaczorowski, Kannan, Carter |